# Jerez Industrial Club de Fútbol
El Jerez Industrial Club de Fútbol, es un equipo español de fútbol ubicado en la ciudad andaluza de Jerez de la Frontera. Milita actualmente en Primera División Andaluza (7.ª división de España) y disputa sus partidos oficiales en el Estadio Municipal Pedro S. Garrido que cuenta con una capacidad para 5.000 espectadores y es propiedad del Ayuntamiento de Jerez. Las primeras reseñas periodísticas de los antecedentes del equipo aparecen en 1922 y posteriormente cambia su denominación el 19 de septiembre de 1951 a Juventud Jerez Industrial. Los colores tradicionales del club son el azul y blanco, propios de la ciudad de Jerez.

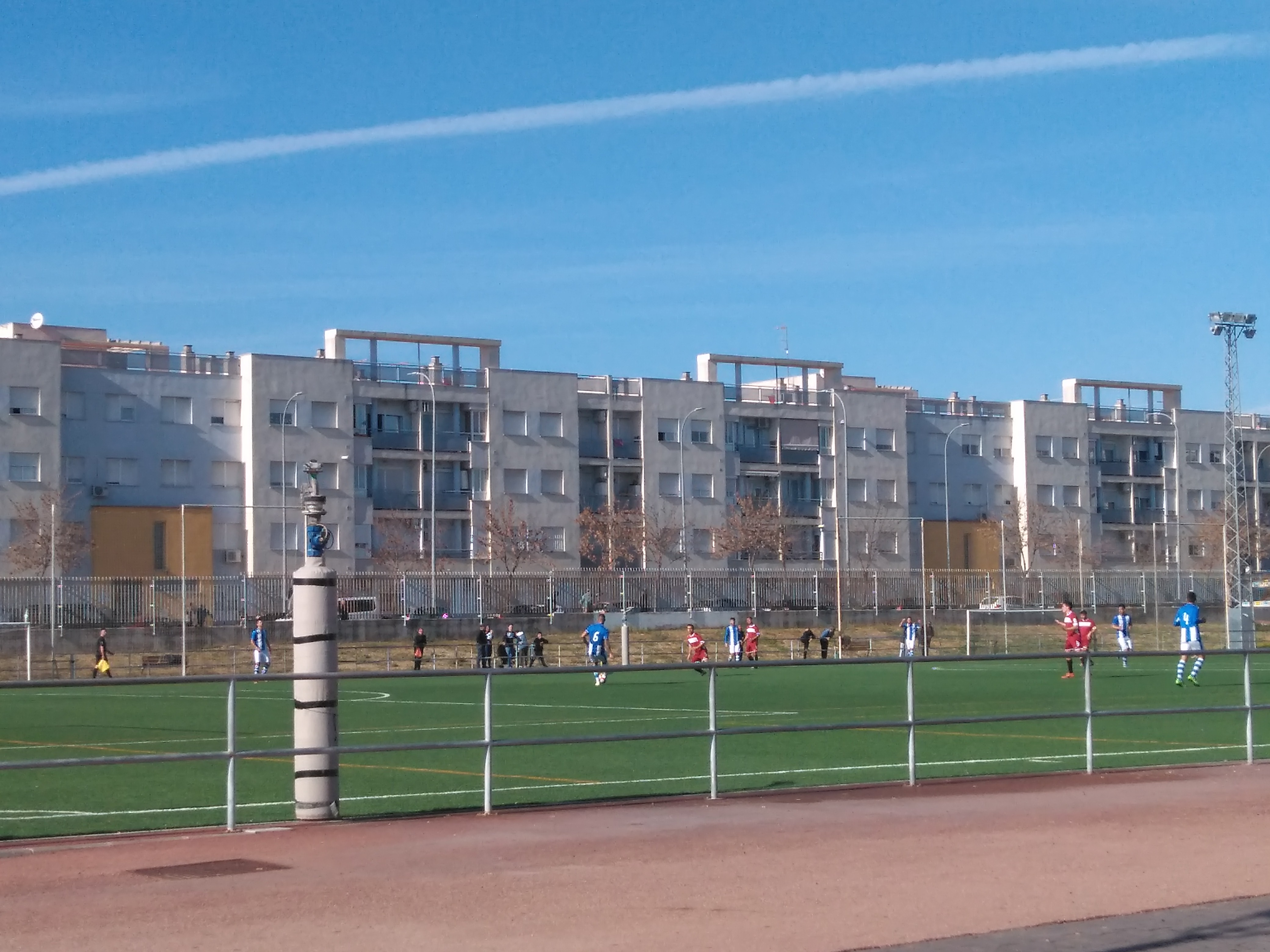
Partido de local

El club cuenta con un equipo filial, el Juventud Jerez Industrial CF que aparece en homenaje a los orígenes del Club.

## Historia

### Antecedentes y primeros años del club (1921-1960)
Los más lejanos antecedentes del Jerez Industrial CF se remontan a 1921, cuando un grupo de estudiantes de la Escuela de Comercio de Jerez deciden fundar un equipo, el Juventud Comercio. Disputa su primer partido contra el Tercio FC en el campo de la Venta Cristina, actual alameda Cristina en pleno centro de Jerez. Durante los primeros años de existencia el Juventud C.F. disputa partidos contra otros equipos de la localidad jerezana, hay referencias en la prensa local (diario El Guadalete) de estos encuentros contra otros equipos modestos. Tras la guerra civil española se reinicia su actividad y ya participa de manera oficial en campeonatos organizados por el S.E.U.(Sindicato Español Universitario) y por el Frente de Juventudes bajo el auspicio de la Federación Sur. En la temporada 1945/46 se produce su inscripción en la Federación Sur para participar en la 3.ªCategoría Regional. Es en este momento cuando aparece la figura de D. José Alcocer Amechazurra que se erige como Presidente del Club y empieza a aspirar a otras metas más ambiciosas, hasta ese momento los jugadores habían sido los propios estudiantes de la Escuela y el señor Alcocer empieza a traer a jugadores también de fuera de la Escuela Profesional para potenciar al Club.
El 19 de septiembre de 1951, el Juventud C.F. se fusiona con el equipo de las empresas dirigidas por Antonio Salido Paz, el Jerez Industrial, constituyéndose así el Juventud Jerez Industrial Club de Fútbol. Es un hecho que a nivel institucional hay una fusión deportiva íntegra pues tanto jugadores de uno y otro equipo formarán el elenco de jugadores definitivo, pero administrativamente lo que sucede es un cambio de denominación del Club, puesto que el Jerez Industrial S.A. era un equipo de empresas que no estaba adscrito a la Federación, lo que supone que la verdadera fecha de fundación del Club está íntimamente ligada a la fundación de la Escuela de Comercio de Jerez en 1921. La indumentaria del Club era camiseta a franjas rojas y azules y pantalón azul (en recuerdo a los lápices bicolor de Contabilidad) tras el cambio de denominación en septiembre de 1951 se adopta el de camiseta blanca y calzón verde, y el escudo muestra el caduceo de Mercurio en honor a la Escuela de Comercio y el rodillo de imprenta en alusión a la empresa Jerez Industrial. En la temporada 56/57 llega a militar en Tercera División Nacional y adopta la actual indumentaria de franjas blanquiazules y calzón azul, empleando como terreno de juego el Estadio Domecq. Los estatutos se establecen en 1950 y el registro civil en la Federación Andaluza en el 15 de mayo de 1951. El objetivo de fundar el nuevo club era de servir de alternativa al Xerez C.D. y que aloje a los jóvenes de la localidad que no encuentran plaza en este.
El novel club se estrena durante la campaña 1951-1952 en Primera Provincial finalizando en tercer puesto y consiguiendo el ascenso a Segunda Regional en la siguiente. Tras dos ascensos consecutivos en las temporada 1952-1953 y 1953-1954, asciende a Primera Andaluza. En esta categoría permanece un par de temporadas consiguiendo ascender a Tercera División al término de la temporada 1955-1956.
El estreno en Categoría Nacional lo efectúa ya bajo el nombre de Jerez Industrial Club de Fútbol y con un aceptable undécimo puesto en la temporada 1956-1957, reforzándose durante el verano y conformando una potente plantilla que consigue el primer puesto en la campaña de 1957-1958. Este exitoso primer puesto le permite promocionar para ascender pero en la primera eliminatoria es superado de forma contundente por el Elche C.F.: 8-0 en el estadio de Altabix y 3-4 en casa, no disponiendo de más oportunidades hasta la década siguiente.

### La época dorada (1960-1970)
La década de los 60 se convierten en la época dorada del club jerezano, pues durante toda la década la entidad presenta buenos resultados y aspira en cada temporada al ascenso, manteniendo durante muchas temporadas encarnizadas luchas con su rival ciudadano, el Xerez C.D. al que supera en algunas ocasiones.
Este reto del ascenso sin duda va a ser la gran misión de los blanquiazules, pero su obtención no será nada sencillo, pues en sus tres primeras tentativas cae eliminado. En la temporada 1963-1964 lo hace ante el Albacete Balompié por 2-0 en la ida y 2-1 en la vuelta. En la edición de 1965-1966 repite título y, tras eliminar a la U.D. Mahón por 2-0 y 3-0, cae eliminado en la final ante el C.D. Logroñés: 2-1 en Logroño, 4-3 en el Estadio Domecq y 0-1 en el desempate disputado en Madrid. La tercera oportunidad es en la temporada 1966-1967 que, tras ser subcampeón, cae en la primera eliminatoria ante el Real Unión Club de Irún: 2-0 en la ciudad fronteriza y 2-2 en casa.
El ascenso a Segunda División llegará de una forma impredecible, pues tras ser tercero en Liga durante la temporada 67/68, la condición de filial del Sevilla Atlético Club hace que este no pueda promocionar y sean los blanquiazules quienes ocupen su puesto. En esta fase elimina al Talavera Club de Fútbol: 1-1 en fuera y 4-2 en casa, a la S.D. Eibar: 1-1 en casa y 0-1 en la localidad guipuzcoana; y por último al Club Atlético de Ceuta en la Final tras tres encuentros: 0-0 en casa, 1-1 en la ciudad norteafricana y un favorable 1-0 en el desempate disputado en Madrid. El ansiado ascenso se produce el 7 de julio en el Estadio de Vallecas, tras un gran gol de Vega a cinco minutos del final. El once industrial del ascenso estuvo formado por: Cazalla, Ojeda, Garrido, Juanele, Chito, Romualdo, García Pérez, Vega, Toto, Yeyo y Blas.
La temporada 1968-1969 es muy emotiva para el club dado que representa el estreno en Segunda División en un grupo único en el que destaca la presencia de históricos como el Sevilla F.C., Real Club Celta de Vigo, Racing de Ferrol, R. C. D. Mallorca, Real Betis Balompié o Real Valladolid Deportivo, entre otros. El club que preside Eduardo García Pérez compite humildemente en la categoría de plata cosechando fuertes goleadas lejos de Jerez más seis victorias y seis empates en casa, perdiendo su plaza en Segunda al ser colista destacado. Descendido a Tercera División, la temporada 1969-1970 la culmina en décimo puesto, encadenando su segundo descenso consecutivo, a Regional en esta ocasión.Como anédota en el año de 1968 y el Industrial viajaba a Onteniente para enfrentarse al equipo titular de esta ciudad valenciana en partido de competición correspondiente a la Segunda División. El Jerez Industrial respondiendo a una invitación del Real Madrid disputa en el estadio Santiago Bernabéu un encuentro amistoso con el equipo reserva del equipo de la capital de España, no en vano fueron alineados jugadores titulares ante los tintes que tomó el encuentro, pues el Jerez Industrial terminó la primera parte con un abrumador 0-2 ante la estupefacción del entrenador madridista Don Miguel Muñoz.Nada más empezar la segunda parte el equipo jerezano marca el 0-3 y a partir de este momento la prensa escribe que “…el Madrid se hace dueño de la situación”, llegando la finalización del partido con un empate a tres, gol que se marcaba a tres minutos del final.

### La década de 1970
Iniciados los años setenta el club pelea por recuperar la Categoría Nacional lo antes posible, pero sus intentos son baldíos al no conseguir ningún primer puesto que le clasifique directamente y debe de disputar partidos de promoción que no supera.
En la primera de ellas, campaña 70/71, es eliminado como aspirante por el Club Atlético Malagueño: 3-0 en La Rosaleda y 1-0 en casa; mientras en la segunda, campaña 72/73 lo es por el Vinaroz C.F.: 2-1 en la ciudad castellonense y 0-0 en casa. El ansiado ascenso habrá de esperar al término de la temporada 74/75 cuando por fin sea Campeón y lo haga por la vía directa. Su acoplamiento a la nueva categoría no está exento de problemas y durante el último tramo de los setenta se mantendrá con dificultades clasificatorias, esquivando un descenso a Regional en la 79/80 gracias a la reestructuración de la Tercera División.

### La década de 1980
En los años ochenta el conjunto industrialista es capaz de mantenerse en Tercera División durante seis temporadas consecutivas y a pesar de ser sexto en la campaña 81/82, en el resto de ellas ha de luchar hasta el último extremo para conservar su plaza, lucha que no supera en la campaña 85/86 al ser decimoséptimo y descender de categoría.
Tras permanecer cuatro largas temporadas ante el desánimo de su afición, consigue finalmente al término de la campaña 89/90 retornar a Categoría Nacional, momento que coincide con el abandono del viejo Estadio Domecq y su traslado al Estadio de la Juventud.
Destaca también la decisión de los socios de no fusionar el equipo con el Xerez CD como proponía el Ayuntamiento.

### La década de 1990
La década de los noventa tiene un mimetismo casi total con la anterior. Finalizada la temporada 90/91, el club decide prescindir de sus equipos de fútbol base, por lo que un grupo de aficionados funda el 10 de enero de 1992 el nuevo Juventud Jerez Industrial C.F. para mantener en activo la cantera blanquiazul. Jóvenes como Jesús Mendoza, exjugador del Xerez CD, empezaron en la cantera industrialista.
Por otra parte, en sus presencias durante la Tercera División de los primeros años continúa manteniendo la tensión durante cada temporada para evitar el descenso. Al final no lo consigue y en la campaña 95/96 desciende nuevamente. Cuatro serán las campañas en las que milite en Regional, regresando con fuerza la temporada 00/01 en la que es quinto y a punto está de promocionar.

### La década de 2000
En la temporada 01/02 se proclama subcampeón y entra en la Promoción de Ascenso. En esta fase es tercero superado por  Moralo CP y C.D. Mármol Macael, acabando colista el Tomelloso CF.
En las campañas siguientes no consigue promocionar y con el cambio de directiva empieza a perder capacidad, convirtiendo su objetivo en mantener la categoría. Sin embargo, la entrada de potencial económico en la temporada 08/09 hace que la dinámica industrialista cambie ciento ochenta grados y el conjunto blanquiazul ocupe el segundo puesto en Liga. Esta plaza le permite promocionar consiguiendo eliminar al C.D. Calahorra: 0-1 en la ciudad riojana y 2-0 en casa; a C.D. Santañí: 0-0 en la localidad balear y 3-0 en casa; pero finalmente sucumbiendo ante el C.D. Mirandés: 0-1 en casa y 3-2 en la ciudad burgalesa.
Cuando todo parecía perdido respecto al posible ascenso de la entidad jerezana a Segunda División B, desde los despachos se encuentra la solución puesto que otro conjunto andaluz, el C.D. Linares, es descendido a Tercera División por no poder sufragar las deudas contraídas con su plantilla. La plaza libre que queda en el Grupo IV es ofrecida al Jerez Industrial C.F. como mejor conjunto andaluz sin ascenso, aceptando estos dicho ofrecimiento.
El debut en Segunda División B es acogido con gran entusiasmo por su afición quien sueña con hacer un digno papel y conseguir la permanencia rememorando tiempos pretéritos que la mayoría de sus seguidores no han vivido, objetivo que finalmente no se cumple al mostrarse el equipo muy ajustado para la competición tras arrastrar graves problemas económicos desde el comienzo de la temporada que desembocan en la salida de Ricardo García como presidente y la fuga masiva de jugadores en enero de 2010.

### La Academia Glenn Hoddle (2010-2011)
En enero del 2010, para salvar la caótica situación del club, ocho jugadores de la Academia Glenn Hoddle entran reforzando el equipo tras el desmantelamiento realizado por el anterior presidente y cesado en moción de censura, Ricardo García. Los jugadores Chris Fagan y David Cowley se unen al equipo en calidad de cedidos para dar un toque extra de creatividad y profundidad en ataque. 6 jugadores de la Glenn Hoddle Academy son cedidos el 29 de enero de 2010, Nathan Woolfe, Matthew Richards, Michael Noone, Curtley Williams, Pierre Hall y Nick Beasant que se unen al último jugador recién llegado del Cacereño, Valtierra.
El club incorpora una equipación con la Cruz de San Jorge como homenaje a la comunidad inglesa del equipo. El 25 de abril del 2010 el Jerez Industrial C.F. desciende a Tercera división Grupo X tras perder 0-2 en casa contra el Unión Estepona C.F. y la victoria del Sangonera Atlético 2-1 ante el Sevilla Atlético. El 7 de marzo de 2011, la Academia abandona el club llevándose consigo la prácticamente totalidad de la plantilla formada por extranjeros y dejándolo al borde de la desaparición.

### La década de 2010
El 2 de julio de 2011 un descenso administrativo devuelve al equipo a Regional Preferente.  En la temporada 2011-2012 se milita dignamente en la Regional Preferente quedando segundos en la competición y logrando el ascenso directo a la Primera División Andaluza. En la temporada actual 2016-2017 compite en la Primera Andaluza.
En 2015 se crea la Fundación Deportiva Jerezana, afín al club y que incluye entre sus objetivos la creación de una ciudad deportiva

### La década de 2020

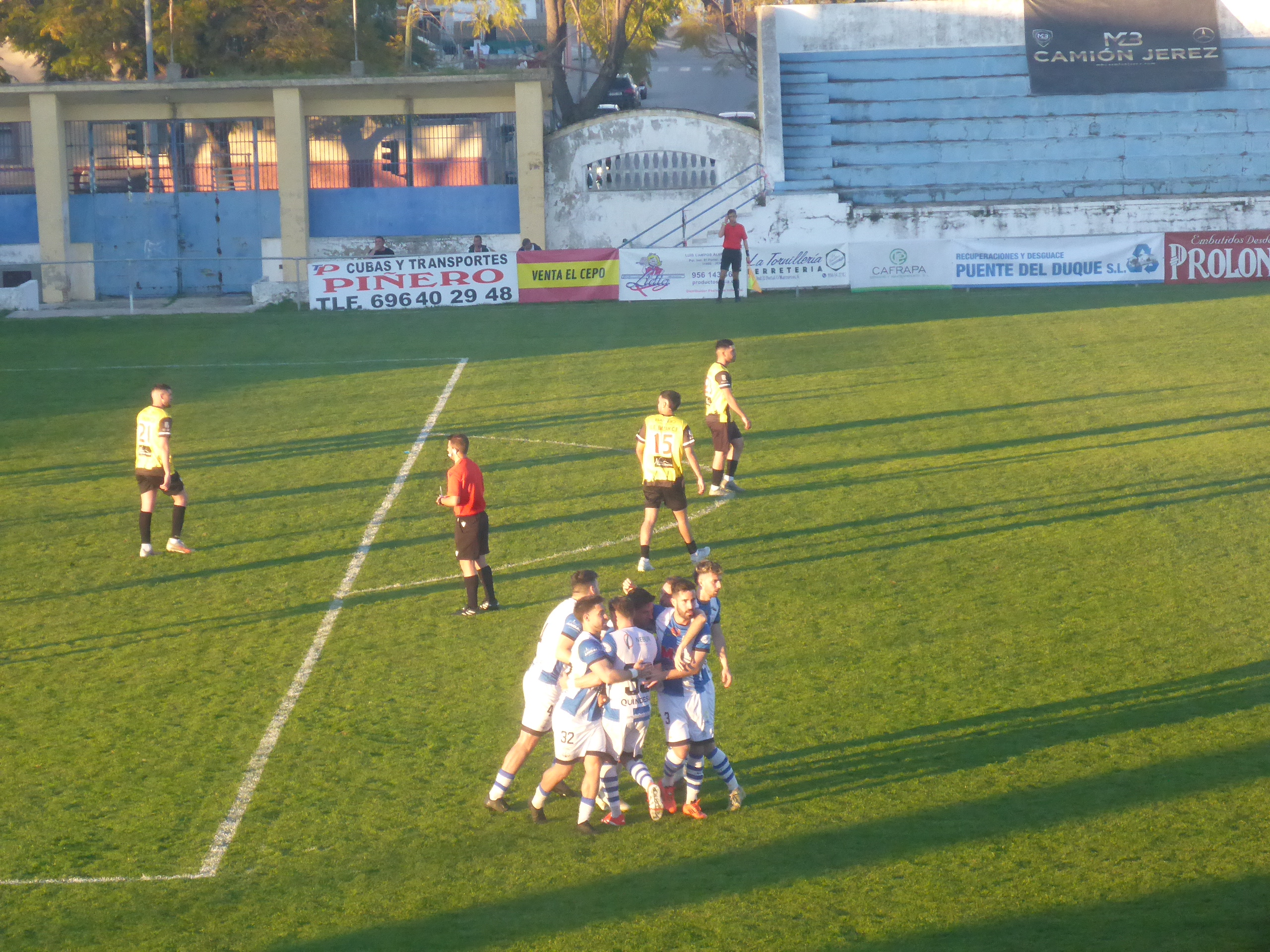
Partido en 2025

El 5 de junio de 2021 alcanza la categoría de División de Honor al ganar al Balón de Cádiz en la final por 2-1, con goles de Jesús Barrera y Caballero.

## Estadio

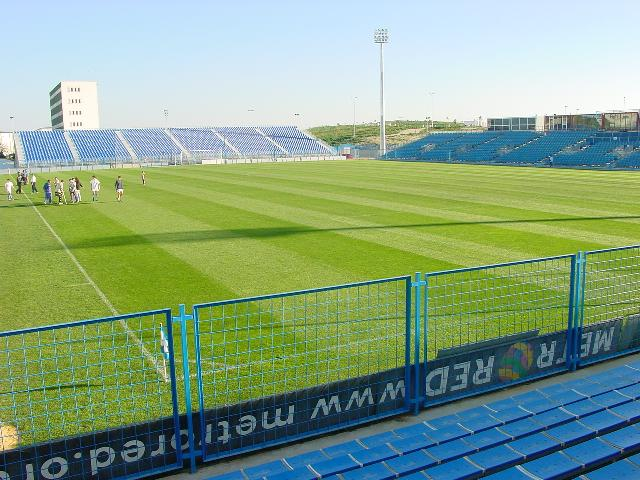
Campo de la Juventud

Desde su fundación en 1950, y hasta el año 1988 el equipo jugaba en el Estadio Domecq, donde ahora se encuentra en una zona residencial, actual Parque Stadium, dichjo estadio fue derribado por la construcción de nuevos complejos deportivos como Chapín o la Juventud
El Estadio de la Juventud es un campo de fútbol de la ciudad de Jerez de la Frontera. Se encuentra en el Distrito Sur, Avenida de Blas Infante s/n. Aquí disputa sus partidos oficiales el Jerez Industrial CF.
Las instalaciones cuentan con un campo de césped natural con una capacidad para 5000 espectadores aproximadamente y cuenta con toda la normativa de la LFP para la práctica del fútbol profesional además de un anexo del Campo de la Juventud en césped artificial, un polideportivo y gimnasio para sus sesiones de entrenamiento. El Campo cuenta con 14 cabinas y una grande central justo detrás del palco presidencial. Las Oficinas del Club están en el Campo de la Juventud.

## Símbolos

### Escudo
En el primitivo escudo del club, se encuentran dos serpientes entrelazadas del caduceo que representan el número 8 y son el símbolo del equilibrio entre fuerzas antagónicas. Además, representan el eterno movimiento cósmico, base de regeneración y de infinito. Es la verticalidad formal del símbolo del infinito.  La simbología del caduceo, y relacionado con el campo del ocultismo, el bastón representa el poder, las serpientes la sabiduría, las alas la rapidez y el yelmo los pensamientos elevados. Está claro que la inserción del Caduceo en nuestro escudo primitivo viene dada por nuestra relación con la Escuela de Comercio y en concreto por el Club de fútbol que se fundó en dicha Escuela. El otro símbolo representado es el rodillo de imprenta en clara alusión a nuestro fundador Antonio Salido Paz, empresario jerezano precursor de las artes gráficas vinculadas a la actividad vitivinícola de nuestra ciudad y que llegó a constituir la mayor y más avanzada empresa nacional de este ramo.
El actual presenta un escudo en donde se puede leer en la parte superior el nombre de Jerez Industrial. En el centro del mismo una copa y un catavino cruzado dividiendo las letras C.F. (Club de Fútbol) y en la parte inferior una bandera de franjas verticales con los colores del club: azul y blanco.
|                              |                              |                              |                              |
| Escudo Jerez Industrial 1947 | Escudo Jerez Industrial 1950 | Escudo Jerez Industrial 1968 | Escudo Jerez Industrial 2013 |

## Afición
La afición industrialista tiene buenas relaciones con los equipos de la provincia forjados tras sus numerosos viajes por los campos de fútbol. La afición más veterana mantiene una relación de rivalidad con el club y seguidores del Xerez C.D. debido a la rivalidad que mantuvo con este en los años 60.

## Datos del club
- Temporadas en 1.ª: 0.
- Temporadas en 2.ª: 1.
- Temporadas en 2.ªB: 1.
- Temporadas en 3.ª: 40.
- Temporadas en Primera Andaluza: 13.
- Mejor puesto en la liga: 20.º (Segunda división, Temporada 1968-1969)

## Palmarés
- Primera Provincial: 1952/53, 1953/54
- Regional Preferente: 1970/71, 1972/73, 1974/75, 1988/89, 1989/90, 1999/00
- Tercera División: 1957/58, 1963/64, 1965/66

## Trofeos amistosos
- Trofeo de la Vendimia: (1) 1966
- Trofeo Ciudad de Marbella (Semana del Sol): (1) 1971
- Trofeo Ciudad del Torcal (Antequera) : (2) 1970, 1971

## Cantera

### Juventud Jerez Industrial
El Juventud Jerez Industrial es el equipo filial del Jerez Industrial. Posee distintas categorías (cadete, prebenjamín, alevín). Fue fundado el 10 de enero de 1992 por un grupo de aficionados tras la decisión del club de prescindir de sus equipos de fútbol base. Este equipo tiene como objetivo la formación de jugadores que puedan formar parte del primer equipo cuando el entrenador del mismo lo considere oportuno. Jóvenes como Jesús Mendoza, exjugador del Xerez CD empezaron en la cantera industrialista.